# Tk (паровоз)
Tk — латвийский маломощный пассажирский танк-паровоз типа 1-1-1. Выпускался на заводах Круппа в Германии, а также в Латвии. Предназначались данные паровозы для обслуживания пригородных поездов (из 1—4 вагонов) на Рижском железнодорожном узле. Паровоз имел специальные пневматические устройства, которые позволяли повышать сцепной вес (за счёт частичной разгрузки бегунковой и поддерживающей осей) на 50 %. После 1941 года паровозы перешли на советские железные дороги.
После 1945 года 2 паровоза оказались на территории Польши, где им присвоили серию OKa1. Паровозы OKa1 поначалу работали на манёврах, как альтернатива мотовозам, а в 1960-х обслуживали пригородные поезда, водя 1-2 пассажирских вагона, за что такие поезда даже называли «трамваями».